# Гибель человечества

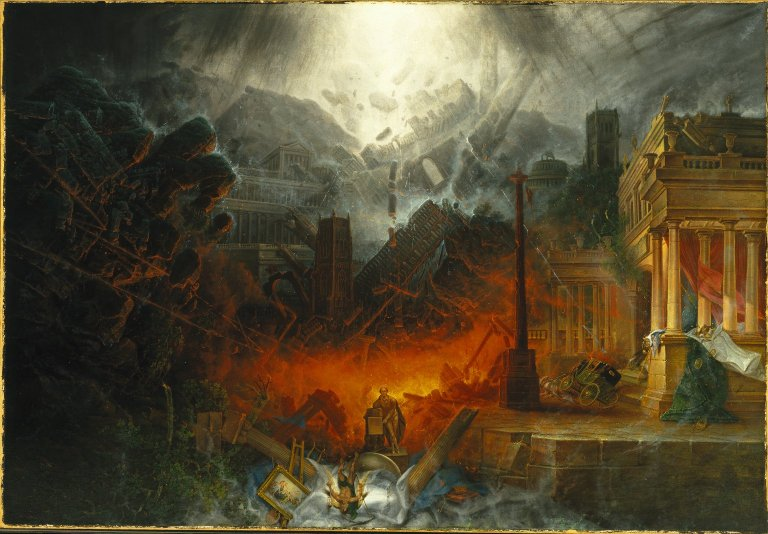
На краю гибели, Сэмюэл Колмен, между 1836 и 1838

Ги́бель челове́чества — гипотетическое событие вымирания человеческого вида (Homo sapiens) по ряду каких-либо естественных причин, таких как удар астероида или вулканизм, либо антропогенных причин (омницид): изменение климата, ядерная война, биологическая война или экологическая катастрофа.
По мнению учёных, риск вымирания человечества в ближайшем будущем по естественным причинам относительно невелик. Однако вероятность гибели человечества из-за своей собственной деятельности является предметом современных исследований и дискуссий.

## Восприятие проблемы рисков человеческого вымирания
Хотя риски глобальной катастрофы зависят от индивидуумов меньше, чем риски здоровью, согласно Олуму, Кнобу и Виленкину, если верна теорема о конце света, то изменяется список наиболее вероятных катастроф и, следовательно, наиболее эффективных мер по их предотвращению. «Мы должны быть озабочены не орбитой конкретного астероида, а тем, что во всех планетарных системах существует настолько много астероидов, что это делает выживание цивилизаций маловероятным. Мы должны быть озабочены не тем, что некая конкретная ближайшая звезда станет сверхновой, а тем, что смертоносность сверхновых существенно недооценивается».
Были предложены следующие причины, по которым риск вымирания человечества является мало очевидным:
1. В течение всей истории человечества было большое множество предсказаний о вымирании человечества. Во всех случаях предсказанная дата конца света прошла без каких-либо последствий, делая последующие предупреждения менее пугающими. Однако систематическая ошибка выжившего (survivor bias) подрывает достоверность правильных предупреждений о вымирании. Джон фон Нейман был, возможно, неправ, когда утверждал, что ядерная война неизбежна, но то, что мы выжили, не является доказательством того, что риск развязывания ядерной войны низок.
2. Сценарии вымирания являются умозрительными, и их трудно сделать количественными. Частотный подход к вероятности не может быть использован, чтобы оценить опасность события, которое никогда не наблюдалось людьми.
3. Ник Бостром, глава Школы XXI века Джеймса Мартина Институт будущего человечества, предположил, что анализ рисков вымирания является заброшенным полем исследований, ведь, во-первых, эта область знаний слишком психологически дискомфортна, чтобы быть притягательной для потенциальных исследователей. Во-вторых, отсутствие в прошлом событий (по крайней мере известных) человеческого вымирания приводит к сниженной оценке их вероятности в иных условиях будущего.
4. Есть тысячи рабочих мест, связанных с общественной безопасностью, посвящённых анализу и снижению рисков индивидуальной смерти. Однако нет никакого способа узнать, хорошо ли он делает свою работу и невозможно наказать его в случае неудачи. Невозможность судить об эффективности может также объяснить относительную апатию правительств в вопросе предотвращения человеческого вымирания (в сравнении, например, с проблемой вымирания панд).
5. Некоторые антропологи полагают, что восприятие риска подвержено отклонениям со стороны социальной структуры. Согласно «Культурной теории риска» общества настраивают своих членов на ту мысль, что природа действует как самокорректирующаяся система, которая будет возвращаться в стабильное состояние после возмущения. Люди в таких культурах нормально относятся к методу проб и ошибок в отношении рисков, даже в отношении редких опасностей.
6. Возможно изменить диету или степень риска со стороны автомобилей. Поскольку гораздо труднее определить, как можно минимизировать угрозы человеческому существованию, то есть тенденция их игнорировать. Высокотехнологичные общества, согласно «Культурной теории рисков» имеют тенденцию становиться или иерархическими, или фаталистическими в своём отношении ко всё более множащемуся числу рисков, которые им угрожают. В каждом из этих вариантов средний член общества приобретает пассивное отношение к минимизации рисков, культурно и психологически.
7. В популярной культуре есть уклон в сторону представления сценариев вымирания, которые имеют, в конечном счёте, исход, не приводящий к вымиранию. Например, ни одно из 16 наиболее примечательных произведений о Третьей мировой войне не заканчивается человеческим вымиранием (см. Третья мировая война в искусстве)[3].
8. Угроза ядерного истребления действительно была ежедневной заботой в жизни многих людей в 1960-е и 1970-е годы. Потом главный страх сосредоточился на угрозах террористических атак, а не на глобальной войне или вымирании. Размышлять о человеческом вымирании стало не модно.
9. Некоторые люди имеют философские причины, по которым они сомневаются в возможности окончательного человеческого вымирания. Например: окончательный антропный принцип, принцип изобилия или врождённое предназначение.
10. Амос Тверски и Даниэль Канеман экспериментально показали, что людям свойственно испытывать когнитивные искажения, которые могут привести к существенной недооценке рисков человеческого вымирания:
  1. «Отрицание» — это такая разновидность негативной эвристики доступности, которая проявляется, когда исход событий настолько неприятен, что даже сам акт размышления о них ведёт к нарастающему нежеланию верить, что такое может произойти. Это приводит к тому, что вероятность человеческого вымирания недооценивается.
  2. В тех культурах, где вымирание людей не рассматривается в качестве возможного, предположение о нём должно преодолевать сопротивление господствующих воззрений.
  3. Также здесь может проявляться склонность людей предпочитать позитивный исход негативному.
  4. Психология экономического поведения имеет строгие доказательства того, что недавние события имеют незаслуженно высокое значение в анализе рисков. Грубо говоря, столетние штормы имеют тенденцию случаться каждые 20 лет на бирже, поскольку трейдеры становятся уверены, что нынешние хорошие времена будут продолжаться вечно. Тех, кто предполагает редкие события биржевого краха, отвергают, даже если они имеют хорошо обоснованные статистические доказательства.

В целом, чувство самосохранения человечества и его интеллект рассматриваются как надёжная защита против вымирания. Считается, что люди найдут творческие решения, чтобы преодолеть потенциальные угрозы, и воспользуются принципом предосторожности, предпринимая опасные начинания. Аргументы против этого состоят в следующем:
- во-первых, управление потенциально разрушительными технологиями становится всё более трудным,
- во-вторых, принцип предосторожности часто отбрасывается, когда награда кажется перевешивающей риск.

По крайней мере один пример того, как принцип предосторожности был отвергнут, уже есть: перед взрывом первой атомной бомбы «Тринити» один из учёных, участвовавших в проекте, Эдвард Теллер, предположил, что ядерная реакция может уничтожить весь штат Нью Мексико и, быть может, даже весь мир, вызвав реакцию синтеза азота в атмосфере. Вычисления Ганса Бете доказали, что это невозможно, однако тревога оставалась до самого момента испытаний (См. «Поджигание атмосферы с помощью атомных бомб» LA-602 в Manhattan Project).

## Наблюдения по поводу человеческого вымирания
Тот факт, что большинство видов, когда-либо живших на Земле, вымерли, приводит некоторых исследователей к предположению, что все виды имеют ограниченный период существования, а следовательно, человеческое вымирание является неизбежным (или же риск вымирания человечества постоянно будет существовать). Дейв Роп и Джак Сепкоски заявляют, что обнаружили цикл вымираний с периодом в 26 млн лет, вызываемый «неизвестным фактором». Они, основываясь на скорости предыдущих вымираний, предположили, что ожидаемая продолжительность существования видов беспозвоночных составляет 4—6 млн лет, тогда как для позвоночных она составляет 2—4 млн лет. Более короткая продолжительность жизни млекопитающих связана с тем, что они находятся выше в пищевой цепи, и в силу этого больше подвержены изменениям в окружающей среде. Контраргументом здесь является то, что люди уникальны в своих адаптационных и технологических возможностях, так что это не позволяет сделать однозначных выводов о вероятности человеческого вымирания на основе прошлых вымираний других (в подавляющем большинстве неразумных) видов. Свидетельства, собранные Ропом и другими, предполагают, что универсальные, географически распространённые виды живых существ, подобные людям, обычно имеют более низкий темп вымирания, чем те виды, которым необходимы специальные условия обитания. Кроме того, люди, вероятно, единственный вид, который имеет осознанное представление о своей будущей кончине, и, скорее всего, предпримет шаги, чтобы её избежать. Другой отличительной характеристикой человека является наличие религиозных верований у большинства людей. Утверждается, что в большинстве случаев религии призывают уважать жизнь. В то же время, они могут создавать условия для войны и геноцида.
В результате такие мыслители, как Альберт Эйнштейн, говорили, что «нам потребуется принципиально новая манера мышления, чтобы человечество выжило». Люди очень похожи на остальных приматов в своей склонности к межвидовому насилию. Джаред Даймонд в книге «Третий Шимпанзе» оценивает, что 64 % всех сообществ охотников и собирателей участвовали в военных действиях каждые два года. В ЮНЕСКО предпринимались попытки доказать, что война — это культурный артефакт, но многие антропологи критикуют эту позицию, отмечая, что малые группы людей проявляют те же модели жестокого поведения, что и, например, стаи шимпанзе — наиболее склонные к убийствам из приматов и наиболее близкие к людям генетически. Высшие функции разума и речи более развиты в мозгу людей, но относительный размер лимбической системы одинаков у обезьян, мартышек и людей. По мере развития рациональных отделов мозга так же развивались и эмоциональные. Комбинация изобретательности и потребности в насилии у человека называлась в качестве доказательства против его долгого выживания.

## Сценарии человеческого вымирания
Различные сценарии человеческого вымирания происходят из науки, массовой культуры, научной фантастики и религии. (См. апокалипсис и эсхатология). Выражение «existential risk» — угроза существованию человечества, глобальная катастрофа — было выработано, чтобы обозначить риски тотального и необратимого уничтожения человечества или всеобщего и неограниченного повреждения его.
Следующие сценарии глобальных катастроф были выработаны различными авторами:
- Жёсткая форма известных или сохранившихся в истории катастроф.
  - Война (ядерная, химическая или биологическая). (См. Третья мировая война.)
  - Пандемия, вызванная онкологическими или генетическими заболеваниями, крайне патогенными вирусами и или резистентными к антибиотикам бактериями (особенно вирусами- и бактериями-мутантами или внеземными), прионами.
  - Голод, связанный с перенаселённостью Земли. (См. Мальтус.)
  - последствия терроризма (с учётом растущего влияния человечества на планету).
  - Случайное сочетание факторов и условий, приводящее к взрывообразно быстрым изменениям.

- Коллапсы окружающей среды и планетарные изменения.
  - Катастрофические климатические изменения, связанные с глобальным потеплением или, наоборот, глобальным похолоданием, или интенсивным сведением лесов и загрязнением среды обитания. (См. например предупреждения Джеймса Лавлока)
  - Утрата пригодной для дыхания атмосферы, например, по причине бескислородного события[англ.] в океанах либо сильного ослабления/исчезновения магнитосферы Земли. Разрушение озонового слоя.
  - Извержение супервулкана или одновременное извержение всех вулканов.
  - Глобальное оледенение, ведущее к замерзанию планеты.
  - Очередная реполяризация магнитного поля Земли. Реполяризация магнитного поля Земли происходит регулярно, и её связь с массовыми вымираниями не прослеживается.
  - экологическая катастрофа (например, отравление всех форм жизни планеты пластиком, превратившимся в микропластик)

- Долгосрочные угрозы среде обитания.
  - Через 1,4 миллиона лет звезда Gliese 710 приблизится на расстояние 0,3-0,6 световых года к Земле, что может вызвать катастрофическое возмущение Облака Оорта.
  - Солнце постепенно наращивает свою светимость; через 0,5—1 млрд лет она вырастет настолько, что жизнь современного типа станет возможной на Земле лишь на полюсах, причём в форме, скорее всего, лишь термофильных микроорганизмов. А через 5 миллиардов лет Солнце перейдёт в стадию красного гиганта, его диаметр возрастёт вплоть до современной орбиты Земли, и Земля им будет поглощена. Пригодные для жизни людей условия на Земле будут сохраняться в течение ещё примерно 100—200 млн лет.
  - Если человечеству удастся выжить после превращения Солнца в красного гиганта, то в далёком будущем главным риском выживанию людей может стать тепловая смерть Вселенной или даже более экзотический сценарий, например Большой разрыв или коллапс всей Вселенной в результате Большого сжатия.

- Эволюция человечества в постчеловечество посредством технологий, которая не оставит ни следа от исходных людей.
  - Некоторые комментаторы, как например Ганс Моравек, утверждают, что человечество будет в конечном счёте вытеснено искусственным интеллектом или другими формами искусственной жизни. Другие (в частности, Кевин Уорик) указывают на возможность развития людей через их всё большую связь с технологиями[9]. Третьи утверждают, что человечество неизбежно переживёт технологическую сингулярность, и, более того, этот исход является желательным (см. трансгуманизм).
  - Трансгуманистическое генетическое конструирование может привести к возникновению новых видов людей, не способных давать совместное с исходным видом людей потомство и даже перестать ощущать себя людьми, что внезапно приведёт к реальному вымиранию (а не псевдовымиранию) одного или нескольких (включая исходный) видов.

- Эволюция человечества в другой вид гоминидов. Люди будут продолжать развиваться посредством традиционной биоэволюции в течение миллионов лет, и Homo sapiens постепенно трансформируется в один или несколько видов.

- Вымирание через тихое снижение популяции.
  - Предпочтение меньшего числа детей большему. Если экстраполировать демографию развитого мира, она автоматически ведёт к медленному вымиранию к 3000 году. (Канадский философ Дж. Э. Лесли[англ.] считает, что если уровень воспроизведения опустится до уровня Германии, то датой вымирания будет 2400 год[10].)
  - Политическое вмешательство в репродуктивный цикл не смогло поднять уровень рождаемости в богатом мире, однако достигло значительного успеха в снижении его ниже уровня замещения в Китае. Мировое правительство с евгенической политикой или политикой низкого уровня рождаемости может направить человечество к «добровольному» вымиранию.
  - Бесплодие: вызванное гормональными вмешательствами со стороны химической и фармацевтической индустрии или биологическими изменениями, такими, как снижение числа сперматозоидов у мужчин.
  - Разрушение, химическое, биологическое или какое-либо другое естественной (биогенной) человеческой репродуктивной способности.
  - Добровольное вымирание в соответствии с идеями Движения за добровольное вымирание человечества (VHEMT).

- Катастрофы, связанные с развитием науки.
  - В своей книге «Наш последний час» сэр Мартин Рис утверждает, что без соответствующего регулирования научное развитие увеличивает риск человеческого вымирания в результате развития новых технологий. Некоторые примеры приведены далее.
    - Неконтролируемая нанотехнологическая катастрофа (серая слизь) приводит к разрушению земной экосистемы.
    - Создание микроскопической чёрной дыры в ходе научных экспериментов на ускорителях на Земле или другие аварии при научных высокоэнергетичных экспериментах, такие, как фазовый переход фальшивого вакуума или образование частиц страпелек. Были опасения относительно Большого адронного коллайдера LHC в ЦЕРН, что столкновения протонов на околосветовых скоростях приведут к формированию чёрной дыры (хотя позже учёные показали, что эти опасения безосновательны, и, если даже какие-то события привели бы к возникновению чёрной дыры, то она не была бы опасной для человечества).
    - Биотехнологическая катастрофа. Возникновение недорогих биопринтеров и, как следствие, биохакеров.

- Сценарии катастрофы внеземного происхождения.
  - Большие импактные события — падения астероидов.
  - Гамма-всплески в Нашей галактике (вспышки в других галактиках, согласно вычислениям, действовали как стерилизаторы, и некоторые астрономы использовали это, чтобы объяснить парадокс Ферми). Отсутствие разрывов в палеонтологической летописи и значительная дистанция до ближайших кандидатов в гиперновые делают это весьма отдалённой опасностью.
  - Вторжение превосходящих нас в военно-техническом отношении инопланетян (см. инопланетное вторжение) — часто рассматривается как сценарий из царства научной фантастики. Профессиональные исследователи SETI уделяют внимание этой опасности, однако пришли к выводу, что это маловероятно[11]. Есть опасения, что посылка сигналов инопланетянам METI может привлечь к нам нездоровое внимание и привести к вторжению. Дж. Кэрриген полагает, что даже пассивное SETI может быть опасно, так как инопланетяне могут прислать нам чертёж опасной машины, обладающей искусственным интеллектом.
  - Джеральд О’Нейл предупреждал, что первый контакт с инопланетным разумом может иметь прецедентом исторические примеры контакта между человеческими цивилизациями, в ходе которых менее технологически развитая цивилизация неизбежно становилась жертвой другой цивилизации, независимо от их намерений.
  - Солнечные вспышки могут внезапно ударить по Земле, или солнечный свет может быть блокирован пылью, приведя к охлаждению Земли (например, пыль и пар могут возникнуть в силу возмущения Пояса Койпера).
- Философские сценарии
  - См. Конец света

## Омницид
Омницид — это уничтожение всех жизненных форм Земли. Обычно имеется в виду вымирание в результате применения ядерного оружия, в особенности кобальтовых бомб, но также может иметься в виду и уничтожение в результате другой антропогенной либо естественной (в том числе космической природы, например вспышки гиперновой или гамма-всплекса магнетара) катастрофы. См. также Машина судного дня.

## Гибель человечества в произведениях культуры
Подробное значение раскрывается в статьях Апокалиптика, Постапокалиптика и Фильм-катастрофа.

### Кинематограф
- «Секс-миссия» — мужская половина человечества гибнет в результате взрыва неизвестной бомбы, женщины живут в подземном бункере.
- «Знамение» — макровспышка на Солнце.
- «Жизнь после людей» (псевдодокументальный) — внезапное исчезновение человечества.
- «На берегу» и ремейк «На последнем берегу» — ядерная война.
- «Искусственный разум» — роботы живут вместо людей.
- «ВАЛЛ-И» — экологическая катастрофа.
- «4:44. Последний день на Земле» — истощение озонового слоя Земли.
- «Птичий короб» и сиквел «Птичий короб 2: Барселона» — вторжение на Землю, неизвестных невидимых существ.
- «Конец Евангелиона» — одномоментный распад тел у всех людей в ходе Проекта Комплементации Человечества.
- «Весь мир, кроме Японии, тонет» — тектоническая катастрофа, затопление суши.
- «Война миров Z» — пандемия, «Зомби-апокалипсис».
- «Выжившие» — пандемия.
- «Тихое место» и сиквел «Тихое место 2» — вторжение инопланетян.
- «2012» — глобальная тектоническая катастрофа из-за бомбардировки земного ядра нейтрино.
- «Послезавтра» — быстрое похолодание вследствие разбавления течения Гольфстрим водами растаявших полярных льдов.
- «Ходячие мертвецы» — пандемия, «Зомби-апокалипсис».
- «Терминатор» — восстание ИИ.
- «Обливион» — вторжение инопланетян.
- «Планета обезьян: Война» — вытеснение людей обезьянами в результате созданного вируса.
- «Смешарики: Пин-код» — серии с тематикой угрозы гибели человечества: инверсия магнитного поля Земли, «Большое сжатие», остановка Земли, вторжение инопланетян.
- «Астероид[англ.]» — падение обломков астероида на территории Канзаса и Техаса (США).
- «Столкновение с бездной» — падение крупного обломка кометы в Атлантический океан.
- «Гренландия» — падение обломка кометы в районе Средиземного моря.
- «Не смотрите наверх» — падение кометы у побережья Чили в Тихом океане.
- «Последние часы» — огненный смерч в результате столкновения с Землёй небесного тела на территории Австралии.
- «Интерстеллар» — неурожай и пыльные бури.
- «Блуждающая Земля», «Блуждающая Земля 2» — старение Солнца, остановка Земли, проблемы с Луной (схождение с орбиты, гравитационная аномалия Луны, падение обломков Луны и мусора), гравитационная аномалия Юпитера, гелиевая вспышка и др.
- «Земля. Перезагрузка» — из-за климатических изменений происходит опустынивание планеты. Чтобы избежать глобальной катастрофы ведущие учёные разработали препарат, который способствует ускоренному размножению растительных клеток, но они не подозревали что превращают растения в опасных хищников.

### Музыка
- Эпидемия — Последний рассвет (альбом Дорога домой).
- Avenged Sevenfold — Wicked End.
- Ayreon — The Sixth Extinction.
- Pink Floyd — Mother (альбом The Wall).
- Ария — Последний закат (альбом Армагеддон).

### Компьютерные игры
- Mass Effect — угроза истребления всей разумной жизни в Млечном Пути.
- Days Gone — пандемия, превратившая большую часть человечества в жестоких зомбиподобных существ
- NieR — на момент действия игры, все люди разделены на телесные оболочки и души для защиты от вируса хлорирования, а к концу игры действия игрока приводят к невозможности восстановления человечества.
- Dead Space — вероятная смерть всего человечества путём заражения инопланетными клетками-рекомбинаторами.
- Devil May Cry — вторжение демонов в мир смертных.
- Crysis — вторая часть повествует о вторжении инопланетной расы, третья — о последствиях этого вторжения.
- The Last of Us — большинство людей погибает из-за биологической катастрофы; уцелевшие люди живут в лагерях беженцев.
- Fallout — ядерная война между США и Китаем
- SOMA — гибель всего человечества в результате столкновения кометы с Землёй.
- Rage — постапокалипсис из-за столкновения земли с астероидом.
- Horizon — постапокалипсис из-за восстания машин.